# Mésoderme
 (mai 2013).

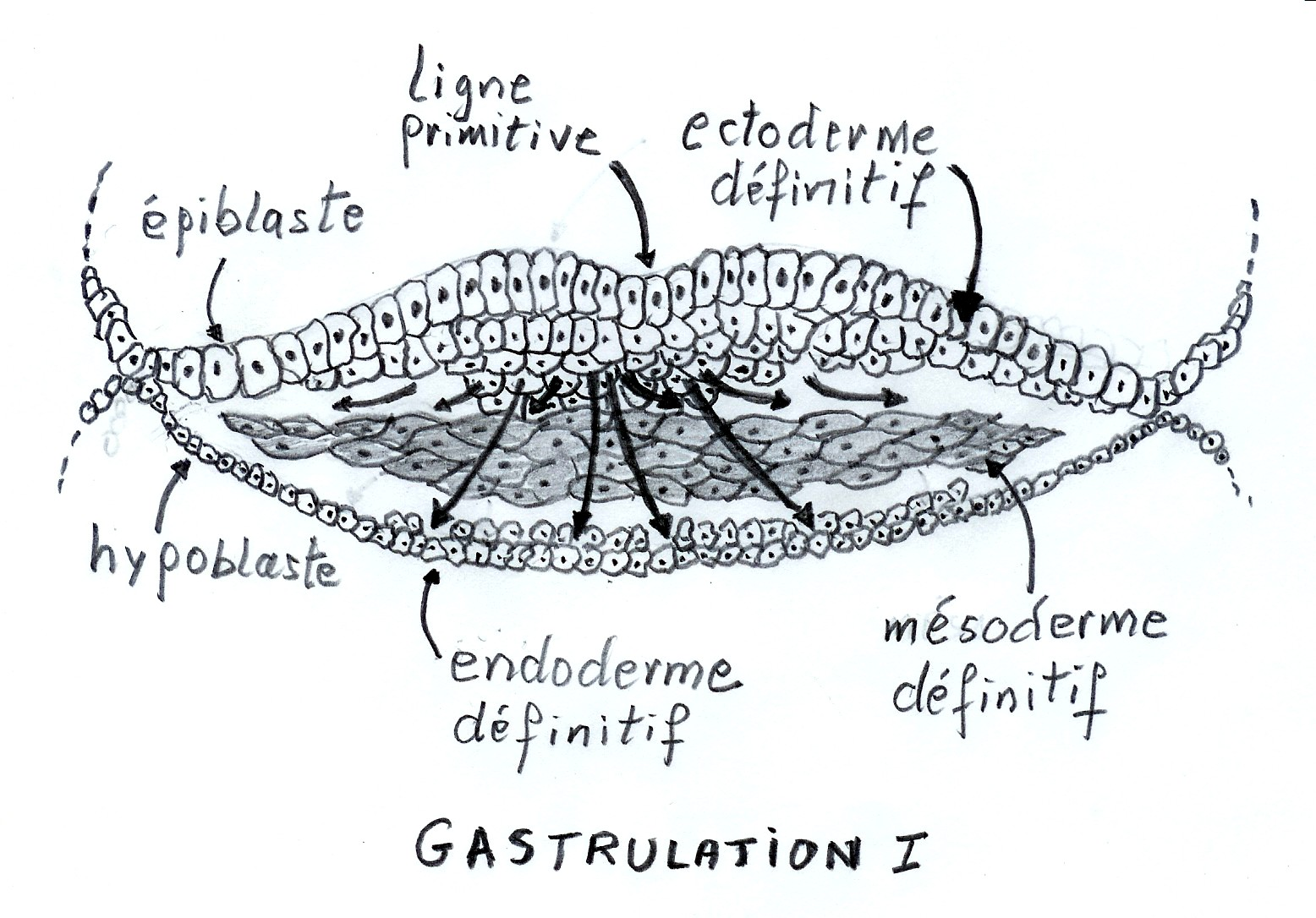
Schéma en coupe transversale juste après la mise en place du mésoderme.

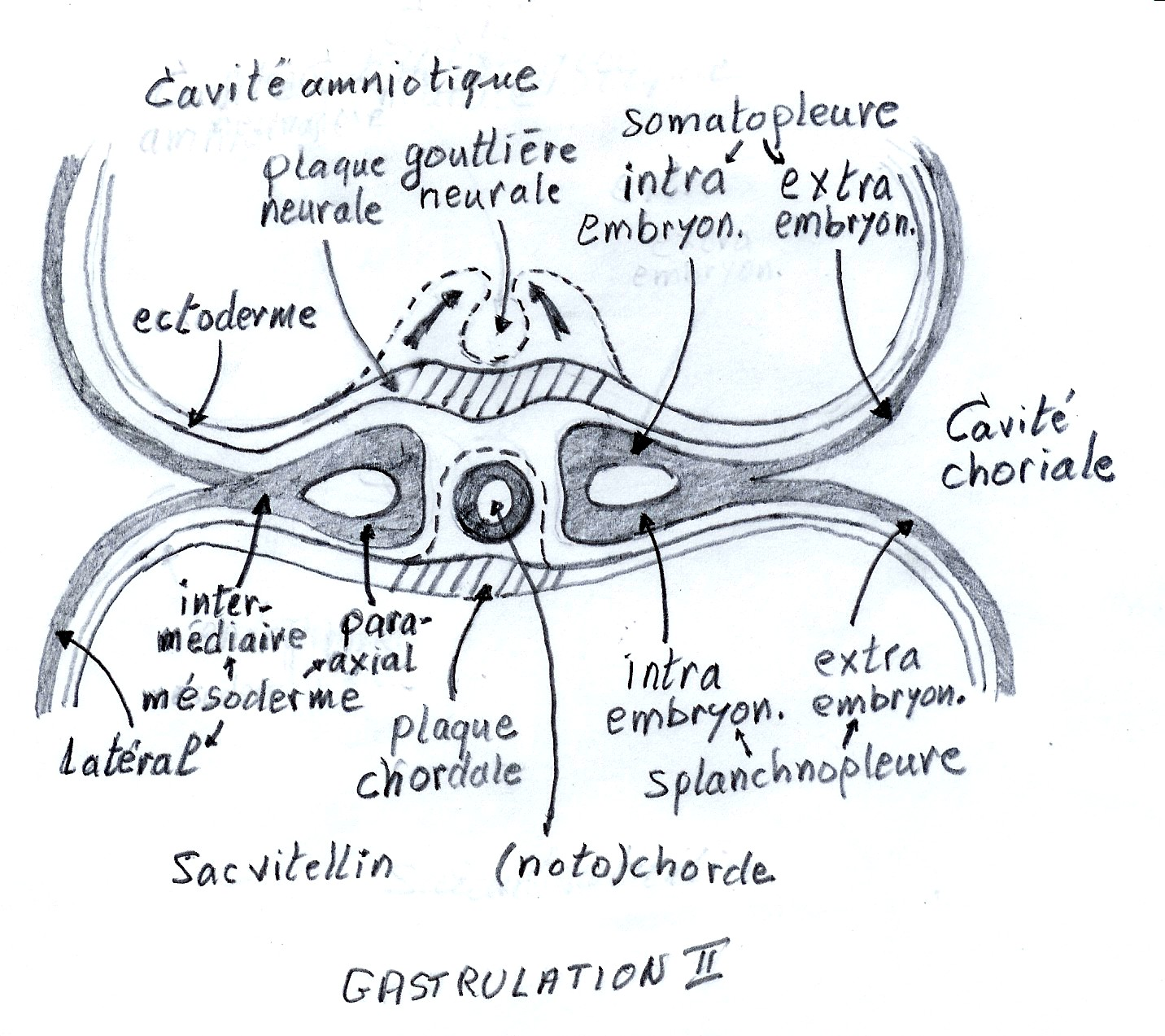
Schéma en coupe transversale juste après la différenciation du mésoderme

Le mésoderme (ou mésoblaste), par opposition à l'endoderme et à l'ectoderme, est le feuillet cellulaire intermédiaire de l'embryon des métazoaires triploblastiques qui se met en place au moment de la gastrulation. Seuls les Bilatériens le possèdent, les porifères (éponges) et cnidaires (méduses, coraux, hydres, anémones de mer, etc.) en sont dépourvus. Ils possèdent en revanche une mésoglée, qui n'est pas un feuillet embryonnaire mais un tissu pauvre en cellules avec une matrice extracellulaire importante.
Les cellules qui dérivent du mésoderme forment en tout ou partie les organes internes à l'exception du système nerveux (dérivant de l'ectoderme) et des organes des systèmes digestif et respiratoire (issus de l'endoderme). Ainsi, chez les Cordés, le mésoderme donne naissance :
- à la notochorde (ou chorde, ou mésoderme axial), régressant chez l'humain et dont les reliquats forment une partie du nucleus pulposus ;
- au mésoderme paraaxial, donnant lui les somites métamérisées qui à leur tour donnent naissance aux vertèbres et aux côtes (par le sclérotome), aux muscles squelettiques du dos (par le myotome) et au derme conjonctif (par le dermatome) ;
- au mésoderme intermédiaire qui lui donne les reins (pro-, méso-, métanéphros), la médulla des gonades, le tractus génital et les uretères et la glande corticosurrénale ;
- au mésoderme latéral divisé en somatopleure et splanchnopleure, entre les deux se crée une cavité, le célome intraembryonnaire, qui fusionne provisoirement avec le célome extraembryonnaire. Au cours de la plicature, le célome intraembryonnaire se referme, devient une cavité fermée et entoure les viscères, formant notamment les séreuses et le mésentère :

1. somatopleure, lame au contact de l'ectoderme, donnant les os et tendons des membres (dérivant de cellules mésenchymateuses) ;
2. splanchnopleure, lame au contact de l'endoderme, donnant les vaisseaux sanguins et les cellules sanguines, ainsi que les muscles viscéraux, le péricarde, la plèvre, le myocarde et l'endothélium (qui constituent le système circulatoire).

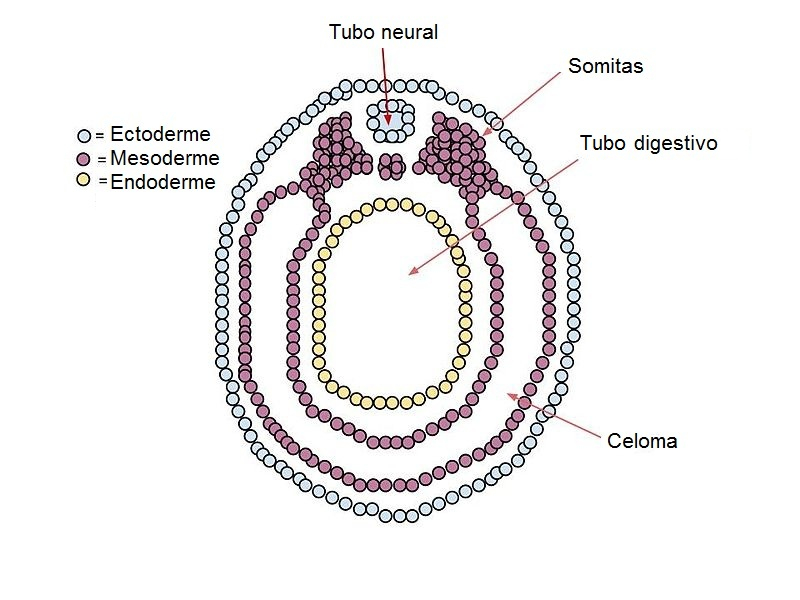
Schéma montrant le mésoderme après la délimitation (fermeture de l'embryon).

Le mésoderme limite également les cavités séreuses (ou cavités célomiques) d'origine mésoblastique.
Le mésoderme est ainsi le feuillet embryonnaire qui produit une grande partie des tissus conjonctifs (la majorité des os, le derme…), des tissus musculaires ainsi que de la chorde.